# Massa negativa
In fisica teorica, la massa negativa è un concetto ipotetico di materia la cui massa abbia segno negativo rispetto alla comune materia, per esempio di: −2 kg.
Tale tipo di materia vìola una o più condizioni dell'energia e mostra proprietà particolari, derivanti dall'ambiguità di come l'attrazione debba riferirsi alla forza o all'accelerazione orientata in maniera opposta alla massa negativa.
È usata in certe teorie speculative, per la costruzione di ponti di Einstein-Rosen.
In origine, la rappresentazione più realistica conosciuta di questo tipo di materia esotica è stata la densità con pseudo pressione negativa prodotta dall'effetto Casimir. Dall'aprile 2017 ricercatori della Washington State University  negli Stati Uniti hanno dimostrato sperimentalmente l'esistenza della massa negativa raffreddando con dei laser atomi di Rubidio.
La relatività generale descrive la gravità e le leggi del moto di Newton sia come particelle positive che negative e quindi anche con massa negativa ma non includendo le altre interazioni fondamentali.
D'altra parte il modello standard descrive le particelle elementari e le altre interazioni ma non comprende la gravità.
Sarebbe opportuno una nuova teoria unificante che possa far meglio comprendere il concetto di massa negativa.

## Scoperta
Il professor Peter Engels e la sua équipe presso la Washington State University affermano di aver osservato una massa efficace negativa in un lavoro pubblicato il 10 Aprile 2017 riducendo la temperatura di atomi di Rubidio vicino allo zero assoluto e generando un condensato di Bose-Einstein con questi atomi. Usando una trappola laser, la squadra è stata capace di invertire lo spin di alcuni atomi presenti nel condensato ed hanno osservato che una volta rilasciati dalla trappola gli atomi si sono espansi ed hanno mostrato proprietà di massa negativa, ed in particolare accelerando nella direzione da cui proveniva la forza invece di allontanarsi da essa.